# Yorima subflava
Yorima subflava là một loài nhện trong họ Dictynidae.
Loài này thuộc chi Yorima. Yorima subflava được Ralph Vary Chamberlin & Wilton Ivie miêu tả năm 1942.